# ナイナイライブ
ナイナイライブはお笑いコンビ・ナインティナインが1997年より毎年9月9日に二人の地元である大阪市で2005年まで開催されていたイベント。

## 概要
- 岡村がコンビ名にちなんで「毎年9月9日に何かやりたい!」と言い出したのがライブ開催のきっかけ。
- WOWOWでライブ当日の午後9時9分からほぼリアルタイムで放送されていた（編集後放送のためリアルタイムではない）。
- 当日が木曜日深夜の場合はラジオ大阪よりナインティナインのオールナイトニッポンを放送することになっている。（木曜日未明の場合は休み）
- 1999年以降、2001年を除いてメルパルクホール大阪で行われていた。「1999年はライブ当日が日曜日だった事から近鉄劇場が押さえられず、急遽決まった会場」と当時マネージャーだった河内プロデューサーが明らかにした。
- 他の催事に会場を先に押さえられていた場合、9月9日ではなく日をずらして行われる。2001年の9月9日はエレクトーンの発表会が行われていた。
- 自然消滅し、（実際はスケジュール上の都合と思われる）2006年以降行われていない。終了の理由としては、2014年のTHE MANZAI復活会見時にネタ見せはもう恥ずかしくてできない旨の発言を司会として担当だったナイナイの2人がしていることから、ナイナイの意向の可能性もある。
- 2010年のナイナイ20周年にこのライブを収録したDVD-BOXが予定されたのだが、岡村の長期休養のため翌年の2011年9月9日に変更された。公式発表がニュースサイト[1]に流れた同じ日に、このDVDの公式サイトで2011年6月2日の発売前の99日前からカウントダウンが開始される。芸歴21年目でナインティナインとしての単独でのDVD発売はこれが初となる。限定9999セット発売され、それぞれに岡村の直筆の数字をプリントしたシリアルナンバーが刻印される。0001番から9999番は一般販売され、0000番は岡村が10000番は矢部が所有する。
- なお、その後何度か9月9日にはなんばグランド花月にてライブイベント「ナインティナインと99人の濃〜い大阪芸人」を開催している。

## サブタイトル
1. 鉄人の逆襲（1997年、大阪IMPホール）
2. GREEN（1998年、近鉄劇場）
3. シンドバッドな男たち（1999年、メルパルクホール大阪）
4. 尺八（2000年、メルパルクホール大阪）
5. カステラ（2001年、大阪府立青少年会館）
6. GTI（2002年、メルパルクホール大阪）
7. 西（2003年、メルパルクホール大阪）
8. チョピン（2004年、メルパルクホール大阪）
9. ZAMAS（2005年、メルパルクホール大阪）

## スタッフ
- 企画、作、出演:岡村隆史、矢部浩之
- 構成:野村正樹、細田哲也
- 音効:古谷省一
- 音楽:益田トッシュ
- プロデューサー:河内俊昭
- 主催:吉本興業